# Гуго I (граф Шампани)
Гуго (Юг) I Шампанский (фр. Hugues I de Champagne; 1069/1074 — 14 июня 1126, Палестина) — граф де Бар-сюр-Об (1089—1125), граф де Труа (Шампани) (1093—1125), третий сын Тибо III, графа де Блуа, и Аделаиды де Валуа, графини де Бар-сюр-Об. Гуго — первый известный граф Труа, использовавший в документах титул граф Шампани.

## Биография
После смерти бездетного старшего брата, Эда V, в 1093 году унаследовал Труа. Позже от матери унаследовал графства Бар-сюр-Об и Витри, став таким образом крупнейшим светским феодалом в Шампани. Несколько раз упоминается в документах как граф Шампани, впервые в 1094 году. В большинстве документов именуется однако как граф Труа, просто как "граф", а также несколько раз как "граф милостью Божей".
В отличие от единокровного брата Этьена II, графа де Блуа, Гуго не участвовал в Первом крестовом походе. Однако в 1104 году он отправился в Иерусалимское королевство, вернувшись домой в 1107 году. В августе 1114 года Гуго вторично отправился в Иерусалим в сопровождении своего вассала Гуго де Пейна, позже ставшего основателем Ордена тамплиеров в Иерусалиме.
По возвращении в 1116 году Гуго даровал аббатству Клерво, основанному в 1115 году цистерцианцем Бернаром Клервоским, обширные владения.
В 1125 году Гуго I отрёкся от титула и отправился в Иерусалим, где вступил в Орден тамплиеров. Несмотря на то, что его вторая жена родила сына Эда, он отказался признать себя его отцом, обвинив жену в супружеской измене и заявив, что он не способен иметь детей. Свои земли Гуго завещал племяннику, графу Блуа Тибо IV, опять объединившему все владения дома. Все попытки Эда вернуть себе отцовское наследство ни к чему не привели.

## Брак и дети
1-я жена: с 1093/1095 (аннулирован 25 декабря 1104 в Суассоне) Констанция (1078 — ок. 1126) — дочь Филиппа I, короля Франции от первого брака с Бертой Голландской. Дети:
- Манассия (ум. ок. 1102)

2-я жена: с ок. 1110 (аннулирован 1125) Изабелла де Макон (ум. после 1125) — дочь Этьена I Храброго, графа Макона и Вьенна и Беатрис Лувенской. Дети:
- Эд I де Шамплит (1123—?)[3]